# Next☆Rico
 Next☆Rico は、2020年3月10日に結成された日本の女性アイドルグループである。

## 概要
以下のプロジェクトを担うためMAGES.の社内レコードレーベルであるStand-Up! Recordsの末っ子グループとして結成された。
Stand-Up! Next!

次世代（next）のブレイクに向けて、個性を磨き上げてアイドルだけに留まらず、エンターティナーとしてアーティストとしても通用するアイドルを育てるプロジェクトです。

### Next☆Rico以外の店舗での活動

#### アフィリア関連
- カフェ&レストラン「アフィリアグループ」の店舗に一部のメンバーが所属。出勤情報はX(旧Twitter)等SNSでも公開される。

## 略歴

### 2020年
- 2月28日 Stand-Up!Records 主催LIVE「Stand-Up! Live〜2020 Early Spring〜」でお披露目の予定だったが2019新型コロナウイルスの影響により中止[3]。
- 3月10日 Stand-Up! Recordsホームページにて、メンバーが公開された。
- 6月19日 上原歩子 加入[4]。
- 6月30日 夢月 脱退[5]。
- 7月23日 『TOKYO IDOL FESTIVAL 2020』出演選考ライブ『TIF2020 全国選抜LIVE 関東・北陸Bブロック』(SHOWROOM (ストリーミングサービス))に出場。Stand-Up! Next!、初ライブ(無観客)[6]。
- 7月26日 『MIRAI系アイドルTV主催ライブ #05』(恵比寿ガーデンホール)に出演。Stand-Up! Next!、初の有観客ライブ[7]。
- 10月22日 詩月かりん 卒業[8]。
- 11月18日 吉田知世 卒業[9]。

### 2021年
- 1月30日 上原歩子 卒業[10]。
- 8月31日 藤田流歌 卒業[11]。
- 9月11日 双葉ゆうな 卒業[12]。
- 9月23日 新ユニット名「Next☆Rico」（ネクストリコ）を発表[13]。
- 11月 グループ名を『Stand-Up! Next!』から『Next☆Rico』に改名[14][15]。Next☆Ricoメンバーは青島さくら、七宮真夏、白城るいな、雛瀬ひいな、百合野らん、吉村侑莉の6名。
- 11月7日 新メンバー、井上ふわりの発表[16]。
- 12月2日 青島さくら 卒業[17]。

### 2022年
- 1月30日 白城るいな 卒業[18]。
- 2月9日 Music Clip『キセキなんだBillion』を公開[19]。
- 3月22日　Next☆Ricoデビューミニアルバム「ネクストリコ」発売。初のCD化。
- 11月12日 七宮真夏、百合野らん 卒業[20]。
- 11月23日 新プロデューサーとして、元純情のアフィリアの2代目委員長（リーダー）であった青海マホの就任発表。
- 12月14日 『Next☆Rico 新体制お披露目ライブ』(大塚Hearts Next)を開催。新メンバー海雲みくり、宮嶋ノエル、佐咲芙香お披露目[21]。

### 2023年
- 4月23日 TOKYO GRAVURE IDOL FESTIVALとの連動企画「春のTGIF 週プレ賞 2023」に、グループを代表して雛瀬ひいな、海雲みくり、吉村侑莉が参加[22]。
- 5月6日 『TIF2023全国選抜 LIVE 東日本Bブロック』(新宿ReNY)に出場[23]。
- 7月2日 『TIF2023全国選抜 LIVE セカンドチャレンジ（敗者復活戦）』(新宿ReNY)に選抜[24]。
- 8月19日 『夏クル2023×アイドルテーマパーク番外編』へ出演[25]。
- 11月6日 海雲みくり 卒業[26]。

### 2024年
- 6月21日 新メンバー 岳禽るな、彩本芽生、雪見苺、青海マホ（プロデューサー兼メンバー）お披露目。[27][28][29][30][31]
- 7月22日 『Next☆Rico 1stワンマンライブ』(恵比寿CreAto)を開催。[32]
- 8月8日-29日 グランサガ『広告出演権争奪！Baby’z Breath vs Next☆Rico対抗バトル』に参加。[33]
- 12月17日　1stシングル『恋するチャップリン』発売。

### 2025年
- 3月1日 『Next☆Rico　2ndワンマンライブ-Next Evolution-』(赤羽ReNY alpha)を開催。[34]
- 4月6日 佐咲芙香 卒業[35]
- 6月7日 - 27日 岳禽るな、肋骨にひびが入り医師の診断によりステージ上でのパフォーマンスを休んだ。[36][37]
- 7月25日 Next☆Rico 公式ファンクラブがオープンした。[38]
- 8月14日 Next☆Ricoファンネームが「トリガー」に決定した。[39]
- 8月16日 『Next☆Rico撮影会』(撮影スタジオGallery-O16)を開催。[40]

## メンバー
| 名前       | よみ            | 愛称             | メンバーカラー          | 誕生日   | 血液型 | 出身     | 加入日          | キャスト名、所属店舗等 |
| ---------- | --------------- | ---------------- | ----------------------- | -------- | ------ | -------- | --------------- | --- |
| 雛瀬ひいな | ひなせ ひいな   | ひなぴよ         | ぴよぴよ イエロー       | 11月17日 | B型    | 神奈川県 | 2020年 3月10日  | ヒイナ・P・ヨピヨ アフィリア・クロニクルS(秋葉原)所属 2021年10月10日 - |
| 吉村侑莉   | よしむら ゆうり | ゆりっぺ         | いなかっぺ グリーン     | 8月22日  | O型    | 茨城県   | 2020年 3月10日  | ユウリ・S・グラシュ 2021年12月9日（ゲストお手伝い）, 全店舗に所属 2022年3月29日 - |
| 井上ふわり | いのうえ ふわり | ふわりちゃん     | ふわふわ ぴんく         | 2月8日   | B型    | 千葉県   | 2021年 11月7日  | フワリ・C・キャンディ アフィリア・アスタリスク(新宿)所属 2017年11月16日 - アフィリア魔法王国『優秀魔女っ娘』認定 2024年6月1日 - |
| 宮嶋ノエル | みやじま のえる | のえるん         | オーナメント レッド     | 10月6日  | A型    | 愛知県   | 2022年 11月25日 | ノエル・オーナメント アフィリア・グランドロッジ(池袋)所属 2019年5月11日 - 2020年8月30日 アフィリア・スターズ(六本木)所属 2020年8月31日 - |
| 岳禽るな   | たけとり るな   | るなむん         | おいしい水 ライトブルー | 2月18日  |        | 東京都   | 2024年 6月21日  | |
| 彩本芽生   | あやもと めい   | めいめい         | チェリー パープル       | 8月22日  | O型    | 神奈川県 | 2024年 6月21日  | |
| 雪見苺     | ゆきみ めい     | めいたん         | ベビー オレンジ         | 5月12日  | B型    | 青森県   | 2024年 6月21日  | |
| 青海マホ   | あおみ まほ     | マホちゃん マホP | オーシャン ブルー       | 1月8日   | AB型   | 千葉県   | 2024年 6月21日  | マホ・ソット・ボーチェ アフィリア・シェリーズ(上野)所属 2009年5月16日 - 元「アフィリア・サーガ・イースト」 元「アフィリア・サーガ」 元「純情のアフィリア」 2010年10月10日-2019年09月29日 アフィリア魔法王国『ロイヤルキャスト』認定 2021年10月1日 - Next☆Ricoプロデューサー 2022年11月23日 - |

### 元メンバー

#### Next☆Rico時代に所属した元メンバー
| 名前       | よみ            | 愛称                     | メンバーカラー      | 誕生日   | 血液型 | 出身   | 加入日          | 卒業日          | キャスト名/所属/備考 |
| ---------- | --------------- | ------------------------ | ------------------- | -------- | ------ | ------ | --------------- | --------------- | --- |
| 青島さくら | あおしま さくら | さくら                   | アイランド ブルー   | 2月11日  | B型    | 静岡県 | 2020年 3月10日  | 2021年 12月2日  | サクラ (旧名マクラ・P・テイン) アフィリア・クロニクルS(秋葉原)所属 2019年7月31日 - 2021年12月2日 |
| 白城るいな | しらぎ るいな   | るいちゃん / るいてん    | えんじぇる ほわいと | 9月30日  | AB型   | 東京都 | 2020年 3月10日  | 2022年 1月30日  | ルイナ・スイドリーム アフィリア・クロニクルS(秋葉原)所属 2017年9月21日 - 2022年5月5日 君とセレンディピティ(世名城るい) 2022年9月 - 2023年10月 LOVEME（世名城るい） 2024年4月 - |
| 七宮真夏   | しちみや まなつ | まなつちゃん/ まなてゃん | 小悪魔 パープル     | 11月15日 | O型    | 福岡県 | 2020年 3月10日  | 2022年 11月12日 | マナツ・R・スティール アフィリア・グランドロッジ(池袋)所属 2019年9月19日 - 2020年8月30日 アフィリア・アスタリスク(新宿)所属 2022年12月22日 - 2024年9月 幻奏リフレクション 2023年4月 - 2023年10月 |
| 百合野らん | ゆりの らん     | らんらん                 | みにまむ れっど     | 10月10日 | O型    | 東京都 | 2020年 3月10日  | 2022年 11月12日 | ラン・フローラル アフィリア・クロニクルS(秋葉原)所属 2016年8月8日 - 2018年9月1日 ランカ メイドCafe&Bar CHARMEY -シャルメイ-(店長) 2018年9月 - 2020年9月6日 ラン・フローラル アフィリア・クロニクルS(秋葉原)所属 2023年3月6日 - 2024年6月15日 あくしあ-AXIA- 2023年9月 - 2024年4月 Jewel☆Garden-Sprout!! 2024年7月 - 2024年9月13日 Jewel☆Garden-Rose 2024年9月14日 - 2025年6月30日 |
| 海雲みくり | みくも みくり   | みくもさん               | ラムネ ライトブルー | 7月15日  | A型    | 埼玉県 | 2022年 11月24日 | 2023年 11月6日  | ミクリ・M・バブチャン アフィリア・クロニクルS(秋葉原)所属 2021年7月8日 - 2024年1月21日 |
| 佐咲芙香   | ささき ふうか   | ふうちゃん               | マシュマロ ホワイト | 7月9日   | A型    | 東京都 | 2022年 11月26日 | 2025年 4月6日   | フウカ・エンチャント・ハニー アフィリア・クロニクルS(秋葉原)所属兼 アフィリア・スターズ(六本木)所属 2021年3月30日 - 2021年6月27日 全店舗に所属 2022年11月12日 - |

#### Stand-Up! Next!時代に所属した元メンバー
| 名前       | よみ            | 愛称            | メンバーカラー    | 誕生日  | 血液型 | 出身   | 加入日         | 卒業日          | キャスト名/所属/備考                                                                                        |
| ---------- | --------------- | --------------- | ----------------- | ------- | ------ | ------ | -------------- | --------------- | --- |
| 夢月       | むーん          | むーん          |                   | 3月7日  | AB型   | 東京都 | 2020年 3月10日 | 2020年 6月30日  | |
| 詩月かりん | しづき かりん   | ぽえぽえ        |                   | 3月10日 | AB型   | 東京都 | 2020年 3月10日 | 2020年 10月22日 | カリン アフィリア・スターズ(六本木)所属 卒業後も「詩月かりん」名義で活動。                                  |
| 吉田知世   | よしだ ちせ     | ちー            |                   | 9月22日 | B型    | 東京都 | 2020年 3月10日 | 2020年 11月18日 | |
| 上原歩子   | うえはら あゆこ | あゆたん        |                   | 8月25日 | O型    | 東京都 | 2020年 6月27日 | 2021年 1月30日  | アユコ アフィリア・スターズ(六本木)所属 Stand-Up!Recordsには、 2015年READY TO KISS時代に 一度所属していた。 |
| 藤田流歌   | ふじた るか     | ぷにた / ぷにこ | ベイビー ブルー   | 9月16日 | 不明   | 東京都 | 2020年 3月10日 | 2021年 8月31日  | |
| 双葉ゆうな | ふたば ゆうな   | ゆうな          | にくきゅう ピンク | 1月10日 | A型    | 東京都 | 2020年 3月10日 | 2021年 9月11日  | フタバ アフィリア・クロニクルS(秋葉原)所属 2019年11月14日 - 2021年11月14日                                  |

### 在籍タイムライン
ピンク - グループ名を「Stand-Up! Next!」から「Next☆Rico」に変更した。(2021/11/07)

## 作品

### シングル
※順位はオリコンランキング最高位。
Stand-Up! Records

### ミニアルバム
※順位はオリコンランキング最高位。
Stand-Up! Records

### 配信楽曲

#### Stand-Up! Next!名義
| 配信日        | タイトル     | 配信各社リンク                                       |
| ------------- | ------------ | ---------------------------------------------------- |
| 2021年6月26日 | クレアシオン | http://mages.co.jp/musicinfo/creation-stand-up-next/ |

#### Next☆Rico名義
| 配信日         | タイトル                         | 配信各社リンク                               |
| -------------- | -------------------------------- | -------------------------------------------- |
| 2021年11月30日 | 最後にズルいよ                   | http://mages.co.jp/musicinfo/saigonizuruiyo/ |
| 2021年12月22日 | Perfect Dreamer                  | http://mages.co.jp/musicinfo/pdreamer/       |
| 2022年1月19日  | 独り言も呟けないような世の中じゃ | http://mages.co.jp/musicinfo/hitorigoto/     |

### オリジナル曲
| #  | タイトル                         | 作詞           | 作曲                    | 編曲              | 初披露     |
| -- | -------------------------------- | -------------- | ----------------------- | ----------------- | ---------- |
| 1  | クレアシオン                     | YAS            | YAS                     | 片山俊 YAS        | 2020年7月  |
| 2  | Perfect Dreamer                  | サイレンジ!    | サイレンジ!             | Yocke             | 2021年1月  |
| 3  | 最後にズルいよ                   | コバヤシユウジ | コバヤシユウジ          | k-not             | 2021年3月  |
| 4  | 独り言も呟けないような世の中じゃ | 春乃みかく     | 湯原聡史                | 湯原聡史          | 2021年6月  |
| 5  | キセキなんだBillion              | コバヤシユウジ | コバヤシユウジ 宇田川翔 | 宇田川翔          | 2021年11月 |
| 6  | Twinkle little twin stars        | 渡辺和紀       | 渡辺和紀                | 渡辺和紀          | 2022年1月  |
| 7  | ハ・ピ・パ                       | 吉野麻希       | TAKT(TRYTONELABO)       | TAKT(TRYTONELABO) | 2022年2月  |
| 8  | オドレシンデレラ                 | コバヤシユウジ | コバヤシユウジ 宇田川翔 | 宇田川翔          | 2022年3月  |
| 9  | One Hundred                      | 川崎里実       | 川崎里実                | 戸嶋友祐          | 2023年5月  |
| 10 | シンガロング                     | コバヤシユウジ | コバヤシユウジ          | 佐久間薫          | 2023年7月  |
| 11 | 恋するチャップリン               | コバヤシユウジ | コバヤシユウジ 高橋剛   | 高橋剛            | 2024年10月 |
| 12 | 僕とキミと太陽と                 |                |                         |                   | 2025年7月  |

### Music Video
| # | タイトル           | 公開日        | YouTube                   | 参加メンバー                                                                          |
| - | ------------------ | ------------- | ------------------------- | ------------------------------------------------------------------------------------- |
| 1 | キセキなんだBillio | 2022年2月9日  | 『キセキなんだBillion』。 | 七宮真夏,雛瀬ひいな,百合野らん,吉村侑莉,井上ふわり                                    |
| 2 | 恋するチャップリン | 2024年11月8日 | 『恋するチャップリン』。  | 青海マホ,彩本芽生,井上ふわり,佐咲芙香, 岳禽るな,雛瀬ひいな,宮嶋ノエル,雪見苺,吉村侑莉 |

### 衣装
| # | 初披露        | 備考                                        |
| - | ------------- | ------------------------------------------- |
| 1 | 2020年3月15日 | 白色&水色。                                 |
| 2 | 2021年3月10日 | 青色&白色。衣装デザイン：ユカフィン         |
| 3 | 2021年11月7日 | 青色・ピンク色。                            |
| 4 | 2023年3月21日 | 黄色。                                      |
| 5 | 2023年11月9日 | 青色・紫色。                                |
| 6 | 2024年7月22日 | ピンク色。衣装製作：Sheena                  |
| 7 | 2025年3月1日  | メンバーカラー×デニム生地。衣装製作：Sheena |

### 定期公演・単独公演
| 公演日         | 公演名                                                | 会場                      | 備考 |
| -------------- | ----------------------------------------------------- | ------------------------- | --- |
| 2021年11月7日  | Next☆Rico 初お披露目公演                              | 横浜みなとみらい ブロンテ | 新衣装、新曲『キセキなんだBillion』初披露、 井上ふわり 加入                                                      |
| 2021年11月13日 | 七宮真夏 Birthday Live 2021                           | 大塚Hearts Next           | |
| 2021年11月20日 | 雛瀬ひいな Birthday Live 2021                         | 大塚Hearts Next           | |
| 2022年2月8日   | 井上ふわり Birthday Live 2022                         | 大塚Hearts Next           | |
| 2022年8月22日  | 吉村侑莉 BirthdayLive 2022                            | 大塚Hearts Next           | |
| 2022年10月10日 | 百合野らん BirthdayLive 2022                          | 品川・J-Square            | |
| 2022年11月12日 | ～七宮真夏＆百合野らん サヨナラParty～                | 横浜みなとみらい ブロンテ | 七宮真夏・百合野らん 卒業                                                                                        |
| 2022年11月15日 | 雛瀬ひいなバースデーライブ2022                        | 下北沢LIVEHOLIC           | |
| 2022年12月14日 | Next☆Rico 新体制お披露目ライブ                        | 大塚Hearts Next           | 海雲みくり、宮嶋ノエル、佐咲芙香 加入                                                                            |
| 2023年1月27日  | Next☆Rico 定期公演 #01                                | 大塚Hearts Next           | |
| 2023年2月8日   | 井上ふわり BirthdayLive 2023                          | 大塚Hearts Next           | |
| 2023年2月17日  | Next☆Rico 定期公演 #02 ワンコイン！ライブ！           | 大塚Hearts Next           | ゲスト：青海マホ、勝野里奈(ピュアリーモンスター)                                                                 |
| 2023年3月21日  | Next☆Rico 定期公演 #03                                | 大塚Hearts Next           | ゲスト：アポロンの翼、新衣装お披露目                                                                             |
| 2023年4月22日  | Next☆Rico 定期公演 #04                                | 大塚Hearts Next           | ゲスト：熊本美和、南いちご                                                                                       |
| 2023年5月21日  | Next☆Rico 定期公演 #05 新曲披露公演                   | 大塚Hearts Next           | 新曲『One Hundred』初披露                                                                                        |
| 2023年6月21日  | Next☆Rico 定期公演 #06                                | 大塚Hearts Next           | ゲスト：Baby’z Breath                                                                                            |
| 2023年7月4日   | 佐咲芙香・海雲みくり BirthdayLive 2023                | 大塚Hearts Next           | |
| 2023年7月28日  | Next☆Rico 定期公演 #07 新曲発表公演                   | 大塚Hearts Next           | ゲスト：純情のアフィリア (白雪ミハル・小宮山アサミ・皐月ユナ・楠本コトリ) 新曲『シンガロング』初披露             |
| 2023年8月22日  | Next☆Rico 定期公演 #08 吉村侑莉BDスペシャル           | 大塚Hearts Next           | ゲスト：勝野里奈(ピュアリーモンスター)                                                                           |
| 2023年9月29日  | Next☆Rico 定期公演 #09 ワンコイン公演                 | 大塚Hearts Next           | ゲスト：Crera |
| 2023年10月6日  | 宮嶋ノエル BirthdayLive 2023                          | 大塚Hearts Next           | ゲスト：天彩レイ(Baby’z Breath)                                                                                  |
| 2023年10月27日 | Next☆Rico 定期公演 #10 ハロウィンスペシャル           | 大塚Hearts Next           | ゲスト：青海マホ                                                                                                 |
| 2023年11月6日  | 海雲みくり卒業公演                                    | GOTANDA G7                | 海雲みくり 卒業                                                                                                  |
| 2023年11月17日 | Next☆Rico 定期公演 #11 雛瀬ひいなBDスペシャル         | 大塚Hearts Next           | |
| 2023年12月14日 | Next☆Rico 定期公演 #12 3期加入&マホP就任記念          | 大塚Hearts Next           | ゲスト：青海マホ                                                                                                 |
| 2024年1月20日  | Next☆Rico 定期公演 #13                                | 大塚Hearts+               | |
| 2024年2月25日  | Next☆Rico 定期公演 #14 ～ノンストップチャレンジ公演～ | 大塚Hearts+               | |
| 2024年3月31日  | Next☆Rico 定期公演 #15 友達無料公演                   | 大塚Hearts+               | |
| 2024年4月24日  | Next☆Rico 定期公演 #16 Dancing the Night Away         | 大塚Hearts Next           | |
| 2024年5月29日  | Next☆Rico 定期公演 #17 マホP考案セトリ&重大発表公演   | 大塚Hearts Next           | ゲスト：青海マホ                                                                                                 |
| 2024年6月21日  | Next☆Rico 定期公演 #18 ～新メンバー発表公演～         | 大塚Hearts Next           | 青海マホ（プロデューサー兼メンバー）、 岳禽るな、彩本芽生、雪見苺 加入                                           |
| 2024年7月9日   | 佐咲芙香 BirthdayLive 2024                            | 大塚Hearts Next           | ゲスト：熊本美和(Baby’z Breath)、南いちご(Baby’z Breath)                                                         |
| 2024年7月22日  | 1stワンマンライブ                                     | 恵比寿CreAto              | 新衣装・新SE 初披露、Newシングル発売決定を発表                                                                   |
| 2024年8月22日  | 吉村侑莉＆彩本芽生 BirthdayLive2024                   | J-SQUARE SHINAGAWA        | ゲスト：桜田アンナ（純情のアフィリア）、 勝野里奈（ピュアリーモンスター）、 西門志織（ピュアリーモンスター）     |
| 2024年8月30日  | Next☆Rico 定期公演 #19 ～ワンコイン公演～             | 大塚Hearts Next           | メンバーは浴衣でライブ＆特典会。 グランサガのギルド別でセレクトコーナー。                                        |
| 2024年9月22日  | Next☆Rico 定期公演 #20                                | 大塚Hearts+               | 着用衣装はメンバーそれぞれが選んだ過去衣装 Next☆Rico 1stシングルのタイトルが『恋するチャップリン』に決定         |
| 2024年10月6日  | 宮嶋ノエル BirthdayLive 2024                          | J-SQUARE SHINAGAWA        | ゲスト：内田琴音                                                                                                 |
| 2024年10月27日 | Next☆Rico定期公演 #21 -Halloween Special-             | 大塚Hearts Next           | メンバーはコスプレ衣装                                                                                           |
| 2024年11月17日 | 雛瀬ひいな BirthdayLive2024                           | J-SQUARE SHINAGAWA        | |
| 2024年11月26日 | Next☆Rico 定期公演 #22                                | 大塚Hearts+               | メンバーの衣装はニーハイ＆制服                                                                                   |
| 2024年12月28日 | Next☆Rico 定期公演 #23                                | 大塚Hearts+               | メンバーが紅白に分かれての歌合戦                                                                                 |
| 2024年12月31日 | Next☆Rico 大晦日スぺシャル2024                        | 大塚Hearts Next           | |
| 2025年1月8日   | 青海マホ バースデーライブ2025                         | 西池袋W:IKE329            | ゲスト：ユカフィン                                                                                               |
| 2025年1月19日  | Next☆Rico 定期公演 #24                                | 西池袋W:IKE329            | ゲスト：雨森セラ（純情のアフィリア） 桜田アンナ（純情のアフィリア）                                              |
| 2025年2月8日   | 井上ふわりBirthday Live 2025                          | 西池袋W:IKE329            | ゲスト：ユカフィン                                                                                               |
| 2025年2月14日  | Next☆Rico 定期公演 #25                                | GOTANDA G2                | ゲスト：ピュアリーモンスター                                                                                     |
| 2025年2月23日  | 岳禽るな Birthday Live 2025                           | GOTANDA G2                | |
| 2025年3月1日   | Next☆Rico 2ndワンマンライブ -Next Evolution-          | 赤羽ReNY alpha            | 新衣装 お披露目                                                                                                  |
| 2025年4月6日   | Next☆Rico 佐咲芙香 卒業公演                           | 大塚Hearts+               | 佐咲芙香 卒業 |
| 2025年4月19日  | Next☆Rico 定期公演 #26                                | GOTANDA G3                | 全曲披露 |
| 2025年5月10日  | 雪見 苺 バースデーライブ2025                          | 西池袋W:IKE329            | ゲスト：わだりこ(Arno)、しき、愛乃える(エラバレシ)                                                               |
| 2025年5月25日  | Next☆Rico 定期公演 #27                                | 大塚Hearts Next           | メンバーカラーシャッフル衣装（衣装交換）                                                                         |
| 2025年6月15日  | Next☆Rico 定期公演 #28                                | 大塚Hearts+               | ゲスト：桜田アンナ（純情のアフィリア） 皐月ユナ（純情のアフィリア） 岳禽るな、肋骨にひびが入り特典会、MCのみ参加 |
| 2025年7月25日  | Next☆Rico 新曲お披露目定期公演 #29                    | 大塚Hearts Next           | 新曲『僕とキミと太陽と』初披露                                                                                   |
| 2025年8月14日  | Next☆Rico 定期公演 #30                                | 大塚Hearts Next           | メンバーは浴衣でライブ＆特典会。 ファンネームが「トリガー」に決定した。                                          |

## 出演

### テレビ
- 『MIRAI系アイドルTV』（2020年4月 - 2022年12月、TOKYO MX、サンテレビ、テレビ埼玉、東北放送）※YouTube公式チャンネルにて過去回をアップロード。[104]

### 映画
- 『コーヒーはホワイトで』（2024年2月16日公開、AKA株式会社） - 井上ふわり[105][106]

### 舞台
- 『Peace of Clan 〜七星のシンフォニア〜』（2020年10月16日 - 25日、築地本願寺ブディストホール）- 上原歩子[107][108]
- 『時空警察SIG-RAIDER 彷徨 ～エトランジェ～』（2021年1月16日 - 24日、池袋 シアターグリーンBIG TREE THEATER）- 青島さくら、藤田流歌、百合野らん[109][110]
- 『璃色リベリオン 反逆の乙女達が奏でる策謀と裏切りのハーモニー【延期版】』（2022年1月27日 - 30日、中野ザ･ポケット）- 雛瀬ひいな、百合野らん、白城るいな[111][112]
- 『志立彩色女学院アイドル科』（2023年5月27日 - 28日、バルスタジオ）[113][114]